# Willis Ochieng
Pour les articles homonymes, voir Ochieng.
Willis Ochieng Oganyo, né le 10 octobre 1981, est un footballeur et international kényan (5 sélections). Il participa à la CAN 2004, où il fut éliminé au premier tour.

## Clubs
- 1997-2000 :  Chemelil Sugar FC
- 2001-2003 :  Mumias Sugar FC
- 2003-2005 :  Free State Stars
- 2006-jan. 2007 :  Skellefteå FF (D4 suédoise)
- jan. 2007-2010 :  IFK Mariehamn
- 2011-2015 :  Simba SC